# Partidul România Unită
Die Partidul România Unită (PRU; Partei des Vereinten Rumäniens) war eine rumänische rechtsradikale Kleinpartei. Sie wurde offiziell am 23. April 2015 von Bogdan Diaconu (ehemals Sozialdemokratische Partei PSD und Konservative Partei PC) sowie Horațiu Șerb, Vasile Vlasin und Valerian Moraru (ehemals Großrumänienpartei PRM) gegründet.
Auf nationaler Ebene war die PRU Teil des 2017 gegründeten Bündnisses Blocul Identităţii Naţionale în Europa, dem außerdem die PRM und die Noua Dreaptă (ND) angehören. Das Bündnis trat jedoch nicht wie geplant zur Europawahl 2019 an. Auf europäischer Ebene war die PRU – wie die ND – seit 2018 Mitglied der rechtsextremen Allianz für Frieden und Freiheit (APF). Bereits bei der Gründung bestanden Kontakte zum APF-Vorsitzenden Roberto Fiore sowie zum polnischen Rechtsextremen Mateusz Piskorski.
Die Partei löste sich am 11. Juli 2022 auf.

## Programmatik
Zentrale Elemente der Parteiprogramms waren Soziale Gerechtigkeit, ökonomischer Protektionismus, Nationalismus und eine Bekämpfung der Korruption. 2015 sprach sich die PRU in einer Resolution gegen die EU-Quoten zur Verteilung von Flüchtlingen, die Gleichgeschlechtliche Ehe, die Einführung des Euro in Rumänien und das TTIP-Abkommen aus. Sie forderte den sofortigen Austritt Rumäniens aus der NATO und der EU.

## Wahlen
Bei der Parlamentswahl 2016 erreichte die PRU 2,95 % der Stimmen bei der Wahl zum Senat und 2,70 % der Stimmen bei der Wahl zur Abgeordnetenkammer.
Bei der Europawahl 2019 entfielen auf die PRU 0,57 % der Stimmen.